# Більмацька районна рада
Більмáцька районна рада — районна рада Більмацького району Запорізької області, з адміністративним центром в смт Більмак.

## Загальні відомості
Більмацькій районній раді підпорядковані 2 селищні ради, 13 сільських рад, 2 смт, 38 сіл. Водойми на території районної ради: річки Берда, Гайчул, Грузенька, Каратюк, Кам'янка, Конка.  
Населення становить 23,6 тис. осіб. З них 9,7 тис. (41%) — міське населення, 13,9 тис. (59%) — сільське.

## Склад ради
Загальний склад ради: 26 депутатів, обрано 25 депутатів. Партійний склад ради: "Опозиційний блок" — 8 депутатів (30.77%), "Наш край" — 6 депутатів (23.08%), БПП "Солідарність" — 4 депутатів (15.38%), ВО "Батьківщина" — 4 депутатів (15.38%), Аграрна партія України — 2 депутати (7.69%), "Українське об’єднання патріотів – УКРОП" — 1 депутат (3.85%).

### Керівний склад ради
- Голова — Симоненко Юлія Іванівна
- Заступник голови —